# Ley de McLurg
La ley de McLurg es un procedimiento periodístico de selección de noticias que se basa en la premisa «la importancia de un suceso disminuye con la distancia del lugar en el que se produjo». El propósito principal de esta ley es, principalmente, clasificar las noticias periodísticas según la nacionalidad o la ubicación de los involucrados según la cercanía del público receptor. Este es uno de los criterios de selección dentro el proceso de construcción de la noticia, que se basa en la inmediatez, cercanía o proximidad en el tiempo y en el espacio. Para que un suceso se convierta en una noticia importante a escala internacional, debe haber un número elevado de muertos o heridos que estén involucrados en el mismo.    

## Historia
La Ley de McLurg (McLurg's Law, en inglés) fue nombrada en honor a un legendario editor de noticias británico, como una regla del periodismo que determina que los hechos disminuyen en importancia en proporción a su distancia de Londres. Algunos autores indican que la Ley de McLurg se originó en los servicios externos de la BBC, en Bus House, durante la década de los 70 del siglo XX. McLurg consideraba que una persona británica muerta equivale a 5 franceses muertos, 20 egipcios muertos, 500 indios muertos y 1000 chinos muertos en términos de cobertura de noticias. La regla se usa también para otras locaciones.
Phillip Ronald Schlesinger contribuyó a que se extendiera el término gracias a su publicación The Social Organisation of news production: a casestudy of BBC Radio and Television News, un libro donde ejemplifica cómo se utiliza diariamente esta ley. Según Schlesinger, si los accidentes suceden en países de Asia u África, los sucesos no serán tan noticiosos como si fueran en Europa; y alcanzan valor noticioso si el suceso ocurre en países europeos o en Estados Unidos, donde se le da mayor importancia a los hechos. Esto también ocurre con las catástrofes naturales de cualquier tipo. «Se trata de una cuestión de impacto en las personas», señala en su libro.
Esta regla demuestra el valor general de las noticias de proximidad. Denis McQuail considera que «las relaciones espaciales tienen efectos obvios sobre el flujo y la selección de noticias en el sentido de que estas las regirá la proximidad física. Cuanto más cerca ocurra un suceso de la ciudad, región o país de la audiencia prevista, más probabilidades hay de que sea observado». Toda noticia tiene que contar con un acontecimiento novedoso. No obstante, una noticia pasada puede volver a ser de actualidad si surge un nuevo aspecto derivado que la complete o que la recuerde. De este modo, el hecho pasado vuelve a recobrar importancia por tener relación con el presente.

## Críticas
Desde el nacimiento de la ley ha sido recurrente la denuncia de algunos periodistas por la discriminación cultural que se hace al aplicarla. De hecho, la misma ley dicta que un europeo vale más que veintiocho personas chinas, o dos mineros galeses equivalen más que cien pakistaníes.